# Trop (música)
El trop és un recurs musical usat originalment en antics entorns populars profans. En la música grega, el trop era l'altura basada en l'octava mitjana de les veus i l'element principal de l'estructura musical.En l'època medieval, es va denominar trop a una forma musical que perllongava i embellia la litúrgia afegint text, música o ambdós; sovint la música incorporada eren antics melismes d'origen grec o romà. Al cant gregorià el trop consisteix a afegir paraules en els melismes. No es cantaven, es feia servir com a recurs mnemotècnic per facilitar la memorització dels melismes. Un troper és un llibre de cants litúrgics amb trops.
Inicialment el text s'inseria, com recordatori de la melodia que no contenien gaire text, a més d'explicar i embellir la litúrgia. Amb el temps, els nous textos es van incorporar en tots els elements de la missa, encara que són més freqüents en l'Introït, Kyrie, l'Al·leluia i el Benedicamus domini.
La seva gran proliferació i els canvis i substitucions del text original, ja no contribuïen a la comprensió de la litúrgia i van desvirtuar el seu esperit original. En constatar que els texts sovint es van allunyar cada vegada més de l'ortodoxia, l'església catòlica va voler restaurar-la i recuperar el territori perdut a les diferents dissidències protestants. En conseqüència, el Concili de Trento va prohibir la majoria dels trops el 1653. En la seva forma inicial no contenien text, en evolucionar van incorporar primer text literari sense rima i després també en vers. Abans d'evolucionar vers un gènere musical, tenien abans de tot un funció de recordatori i d'explicatiu del text o del ritu.
Poden ser només textuals (verbeta), només musicals o mixt, el tipus més freqüent.

## Verbeta

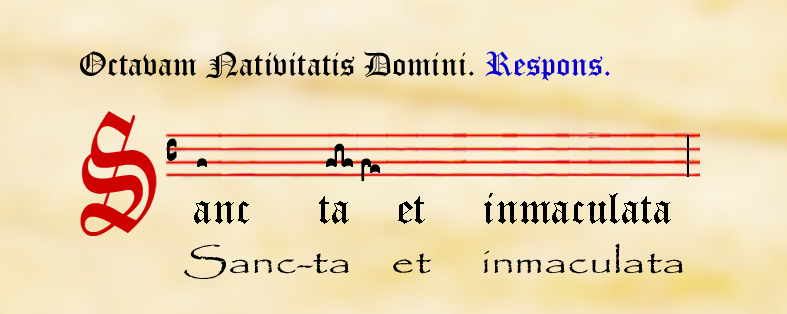
Verbeta

Als inicis s'afegeix text als cants melismàtics però a poc a poc va evolucionar vers una petita seqüència, considerada com una unitat musical independent. El mot català verbeta, diminutiu de verb, correspon al francès, italià i alemany prosula, prosella o prosel. Inicialment s'aplicava a trops de text no rimat i posteriorment en evolucionar, també a text en vers. Apareixen amb major freqüència en els cants d'absoltes. La longitud del text afegit no modificava la del melisma original, normalment s'associava una silaba per nota. Cada frase afegida finalitzava amb el mateix so, procediment que es diu assonància. En les verbetes més antigues, la «e» de la primera paraula del Kyrie eleison, una de les verbetes més populars, se substituïa per una frase que acabava en eleison, mentre més tard, tot un text s'intercalava entre Kyrie i eleison. La melodia podia repetir-se amb diferents textos. Verbetes solien inserir-se després de l'al·leluia i als responsoris. Molt de voga durant tota l'edat mitjana, per la seva flexibilitat textual es van estendre a gairebé totes les parts de la missa i de les altres hores de l'ofici diví de dies feiners o festius.

## Trops musicals

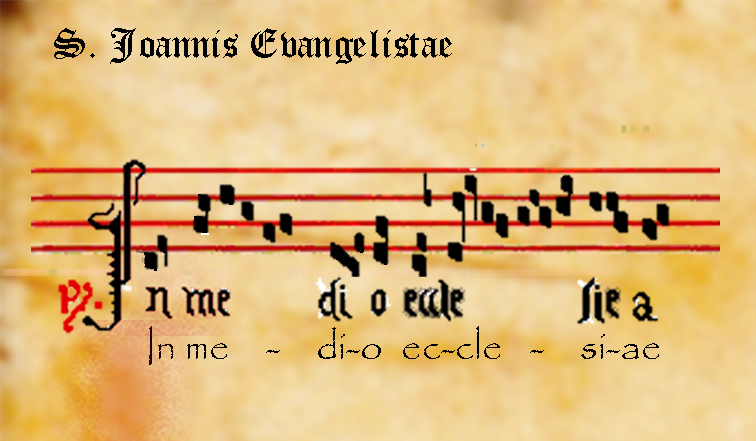
trop tipus melisma curt

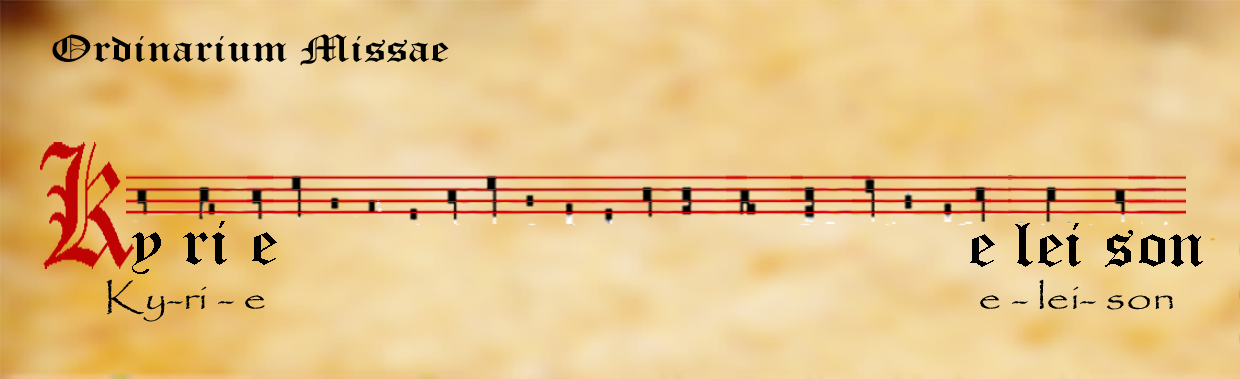
trop tipus melisma llarg

Aquest tipus de trop consisteix a afegir elements exclusivament musicals a cants existents, probablement el mètode primitiu de trops. En els còdexs més antics, es deien neuma (melisma) omelodia.
Aquest tipus de trop apareix habitualment al Gloria, Introit i absoltes de la missa, encara que és especialment freqüent en l'al·leluia i les seves repeticions. Si es troba dins del text, normalment és curt i serveix per separar frases literàries; situat al final del cant, allarga la melodia i pot arribar a ser molt extens. El mateix trop sovint era modificat i reutilitzat en diferents cants en funció de les necessitats del temps litúrgic. Encara que es vagin compondre Trops melismàtics durant tota l'edat mitjana, al segle x van ser substituïts per la seqüència.
L'organum del triple Al·leluia Nativitas de Perotinus Magnus n'il·lustra les característiques amb un gran melisma entre «a» i «le», un més curt entre «lu» i «ia» i dos extensos melismes entre «le» i «lu» i entre la silaba final d'al·leluia i la inicial de la paraula nativitas. Altres exemples típics són el Descendit de coelis (va baixar del cel), un trop melismàtic especialment extens, i el Benedicamus Domino.
|  |  |

## Trops mixts

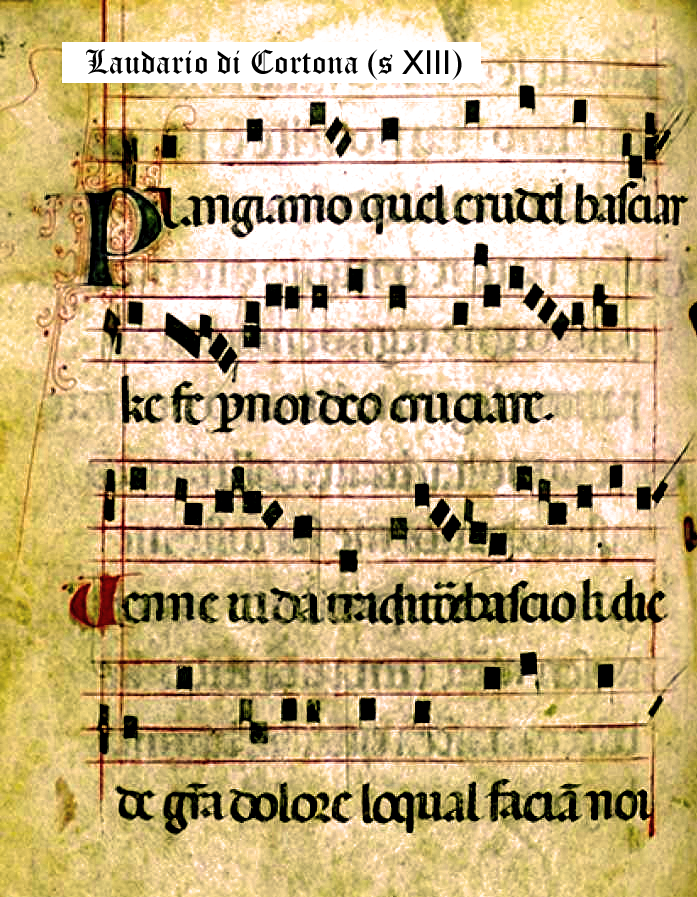
trop Mixt Laudes: Plangiamo Miquel Crudel basciar [i] del Laudario di Cortona (s XIII), foli 46v.

Consisteix a afegir text i música simultàniament a un cant litúrgic existent. El text i la música s'afegien abans del cant o intercalat entre frases. Segons la part de l'ofici on s'aplicaven eren identificats amb diferents noms, com: «laudes» els del ‘‘Gloria‘‘ i «versus» els del Sanctus i Agnus Dei. Era freqüent en l'introit i servia com a introducció al text litúrgic original i per explicar el seu contingut.
Exemples d'aquest tipus de trop són:
- Regnum tuum solidum del Gloria
- In medio ecclesiae del responsori de Sant Joan Evangelista
- Puer natus est nobis de l'introit de la missa de Nadal
- Kyrie, fons bonitatis... eleison de l'Ordinari

Als trops dialogats es dramatitzaven passatges de l'evangeli. Durant segles va ser l'única expressió teatral possible. Sorgeixen des del segle ix a l'Abadia de Sant Gal. Es representaven durant els oficis els dies d'especial solemnitat, inicialment en llatí i més tard en les llengües vernacles. Menys populars a la resta de la península, aquests drames van ser populars a Catalunya. El més antic, Els Tres Reis Mags, en llatí es va escriure a Ripoll al segle x. Al segle xiii a Vic es va crear el Drama de les Tres Maries, un diàleg de les tres Marie's amb l'àngel al sepulcre de Jesús. En esdevenir més teatral que religiós, a poc a poc la representació de tals trops es va traslladar primer a la plaça davant de l'església i després al carrer, i va donar lloc a la recuperació de la creació teatral, prohibida durant segles per l'església.
Exemples:
- Quem quaeritis in sepulcro? (Qui cerqueu al sepulcre?) de l'introit de Pasqua al qual les Maries dialoguen amb un àngel al costat del sepulcre buid de Jesucrist. Procedeix d'un còdex de l'any 933 de Sant Marcial de Llemotges (França) que es conserva a la Biblioteca Nacional de París. Una adaptació Drama de les Tres Maries en català va aparèixer al segle xiii a Vic.[5]
- Officium pastorum drama de Nadal.

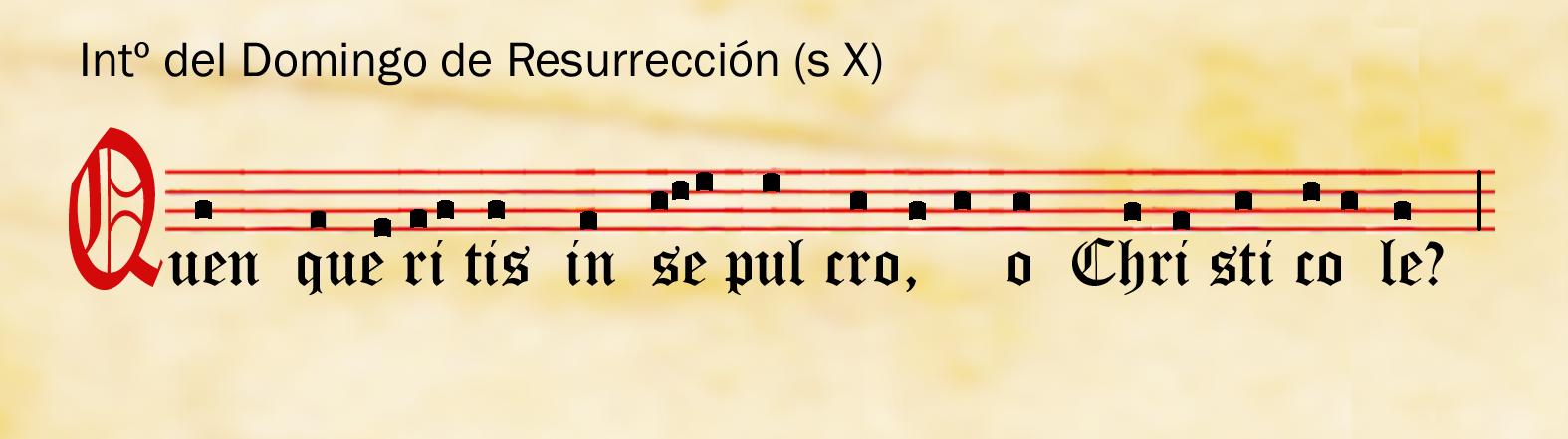
Trop dialogat: Quem queritis in sepulcre, Drama litúrgic de l'introit de Resurrecció,
Sant Marcial de Llemotges

De vegades es va substituir una o més paraules per una frase completa, en mantenir l'última paraula com per exemple:
- Kyrie: Summe Pater

Summe Pater summum principium eleison. (Pare altíssim, principi altíssim, tingueu pietat de nosaltres.)
- Kyrie: Cunctipotens progenitor[6]

Cunctipotens progenitor, Deus omni creator, eleison (progenitor totpoderós, Déu creador de tot, tingueu pietat)

## Història
El gènere va sorgir a partir de l'estil coral gregorià al segle ix, entre d'altres als monestirs de Sant Marcial de Llemotges a França) i l'Sant Gal a Suïssa), on al segle ix un dels primers compositors que va destacar va ser Tuotilio (! 913).
Els primers documents escrits procedeixen de Notker Balbulus de Sant Gal, que en el seu Sequentia es queixava de l'ardu esforç necessari per memoritzar i recordar les llarguíssimes melismes sense cap text. Un dia un monjo, refugiat de les invasions normandes, l'ho hauria portat un antifonari on havia afegit un text llatí sota les monòdies per ajudar a recordar-les. Això va cridar l'atenció de Notker que va adoptar i difondre el mètode. En evolucionar, aquesta tècnica es va fer molt popular i va estendre's per tots els monestirs, i va romandre molt vigent fins al Concili de Trento.
Inicialment, en els textos de litúrgia romana antiga i gregoriana s'incorporaven melismes d'origen grec i romà i posteriorment també altres texts literaris en llatí, i així van facilitar l'objectiu de l'església romana de convertir-se en la religió preponderant, un cop assegurat el poder polític en aliar-se amb Carlemany. Els trops han tingut un paper rellevant en la història musical i literària, i van fomentar la creació musical fora de l'ambit extrictament religiós de la lírica llatina i van influir en els trobadors, cançons de gesta.
Les contínues ampliacions i substitucions de text i de melodia dels cants religiosos, van desplaure a l'església romana que després d'un temps de llibertat creativa va concloure que els trops desvirtuaven les idees originalment del cant pla i de la litúrgia. Durant el moviment contrareformatori Roma va impulsar un retorn a la seva «puresa», que va ser dut a terme pels monjos de Solesmes i que va culminar amb l'anomenada reforma palestriniana ratificada pel Concili de Trento (1563) que va prohibir l'ús de trops.

## Compositors
- Notker Balbulus (840-912), Tuotilo (±913), Ratpert, Waltram, Ekkehart i Salomon, monjos de l'Abadia de Sant Gal (Suïssa)
- Liutward (±900/901), bisbe de Vercelli (Itàlia)
- Ado de Visa (Àustria)
- Amalarius (segle ix)

## Uns trops destacats
- Adeste fideles (Veniu fidels), nadal
- Agnus Dei
- Al·leluia: Dicite in gentibus (Deciu a la gent).
- Al·leluia: Pascha Nostrum, missa de Pasqua
- Al·leluia nativitas de Pérotin
- Hodie Christus natus est (El Crist va néixer avui), Nadal
- Hodie cantandum est (Avui s'ha de cantar)[8]
- Kyrie: Auctor coelorum
- Kyrie: Descendit de coelis (Kírie va baixar del cel), Responsori de la missa de nadal
- Kyrie fons bonitatis
- Kyrie: In medio ecclesiae
- Laudes: Facta est cum angelo, nadal
- Laudes: Gaudeamus domine
- Puer natus est nobis, nadal
- Quem quaeritis in sepulcro? (Qui cerqueu al sepulcre), Introit de Pasqua[9]
- Regina Caeli
- Spiritus Dómini, introit de la missa de Pentecosta

## Edicions delCorpus Troporum
Des de 1970, un grup d'estudiosos de la Universitat d'Estockholm, entre els quals hi havia Gunilla Iversen, Gunilla Björkvall i Ritva Jacobsson, han estat treballant en les edicions textuals dels trops basant-se en les fonts manuscrites originals. El projecte porta el nom de Corpus Troporum. A partir d'aquest treball s'han publicat diferents volums de referència d'edicions crítiques del repertori dels trops.
Publicacions del Corpus Troporum:
- Jonsson, Ritva. Corpus Troporum, I: Tropes du propre de la messe, 1: Cycle de Noël.  Stockholm: Almqvist & Wiksell, 1975. ISBN 91-2200038-0.
- Marcusson, Olof. Corpus Troporum, II: Prosules de la messe, 1: Tropes de l'alleluia.  Stockholm: Almqvist & Wiksell, 1976 (Acta Universitatis Stockholmiensis. Studia Latina Stockholmiensia, 22). ISBN 91-2200054-2.
- Björkvall, Gunilla; Iversen, Gunilla; Jonsson, Ritva. Corpus Troporum, III: Tropes du propre de la messe, 2: Cycle de Pâques.  Stockholm: Almqvist & Wiksell, 1982. ISBN 91-22-01410-1.
- Iversen, Gunilla. Corpus Troporum, IV: Tropes de l'Agnus Dei.  Stockholm: Almqvist & Wiksell, 1980. ISBN 91-22-00842-X.
- Björkvall, Gunilla. Corpus Troporum, V: Les deux tropaires d'Apt, mss. 17 et 18. Inventaire analytique des mss. et édition des textes uniques.  Stockholm: Almqvist & Wiksell, 1986 (Acta Universitatis Stockholmiensis. Studia Latina, 32). ISBN 91-22-00832-2.
- Odelman, Eva. Corpus Troporum, VI: Prosules de la messe, 2: Les prosules limousines de Wolfenbüttel (Edition critique des prosules de l'alleluia du manuscrit Wolfenbüttel, herzog August Bibliothek Cod. Guelf. 79 Gud. lat.).  Stockholm: Almqvist & Wiksell, 1986 (Acta Universitatis Stockholmiensis. Studia Latina Stockholmiensia, 31). ISBN 91-22-00842-X.
- Iversen, Gunilla. Corpus Troporum, VII: Tropes de l'ordinaire de la messe. Tropes du Sanctus.  Stockholm: Almqvist & Wiksell, 1990 (Acta Universitatis Stockholmiensis. Studia Latina Stockholmiensia, 34). ISBN 91-22-01410-1.
- Johansson, Ann-Katrin. Corpus Troporum, IX: Tropes for the Proper of the Mass, 4: The Feasts of the Blessed Virgin Mary.  Almqvist & Wiksell, 1998 (Acta Universitatis Stockholmiensis. Corpus Troporum, 9). ISBN 91-22-01781-X.
- Jacobsson, Ritva Maria. Corpus Troporum X. Tropes du propre de la messe. 5: Fêtes des saints et de la Croix et de la Transfiguration. 2 vols. A: Introduction et commentaires, B: Édition.  Stockholm: Acta Universitatis Stockholmiensis, 2011. ISBN 9789186071547.
- Björkvall, Gunilla. Corpus Troporum XI. Prosules de la messe. 3. Prosules de l'offertoire.  Stockholm: Acta Universitatis Stockholmiensis, 2009. ISBN 978-91-86071-11-0.
- Iversen, Gunilla. Corpus Troporum, XII: Tropes du Gloria. 2 vols.  Stockholm: Almqvist & Wiksell, 2014 (Acta Universitatis Stockholmiensis. Studia Latina Stockholmiensia, 61). ISBN 978-91-87355-11-0 (vol. 1); 978-91-87355-13-4 (vol. 2). anglès&query=tropes+du+gloria&af=%5B%5D&aq=%5B%5B%5D%5D&aq2=%5B%5B%5D%5D&aqe=%5B%5D&noOfRows=50&sortOrder=author_sort_asc&sortOrder2=title_sort_asc&onlyFullText=false&sf=all Vol. 1. Introduction et édition des textes. anglès&query=tropes+du+gloria&af=%5B%5D&aq=%5B%5B%5D%5D&aq2=%5B%5B%5D%5D&aqe=%5B%5D&noOfRows=50&sortOrder=author_sort_asc&sortOrder2=title_sort_asc&onlyFullText=false&sf=all Vol. 2. Aperçu des manuscrits

Altres publicacions del projecte Corpus Troporum:
- Iversen, Gunilla. ed. Research on Tropes. Proceedings of a symposium organized by the Royal Academy of Literature, History and Antiquities and the Corpus Troporum, Stackholm, juny 1-3, 1981.  Stockholm: Almqvist & Wiksell, 1983. ISBN 91-74-02127-3.
- Corpus Troporum. Liturgische Tropen: Referate zweier Colloquien des Corpus Troporum in München (1983), und Canterbury (1984).  München: Arbeo-Gesellschaft, 1985. ISBN 3920128370.
- Jacobson, Ritva. ed. Pax et Sapientia. A Thematic Study on Tropes from Different Traditions (Based primarily on sanctus and Agnus Dei Tropes).  Stockholm: Almqvist & Wiksell, 1986 ([Corpus Troporum] Acta Universitatis Stockholmiensis, Studia Latina Stockholmiensia, 29). ISBN 91-22-00825-X.
- Leonardi, Claudio; Menesto, Enrico. eds. La tradizione dei tropi liturgici. Atti dei convegni sui tropi liturgici. Parigi (15-19 ottobre 1985)- Perugia (2-5 settembre 1987) organizzati dal Corpus Troporum sotto l'egida dell'European Science Foundation.  Spoleto: Centro Italiano di Studi sull'Alto Medioevo, 1990 (Biblioteca del "Centro per il collegamento degli studi medievali e umanistici nell'Università di Perugia", 3).
- Arlt, Wulf; Björkvall, Gunilla. eds. Recherches nouvelles sur les tropes liturgiques.  Stockholm: Almqvist & Wiksell, 1993 (Acta Universitatis Stockholmiensis. Studia Latina Stockholmiensia, 36). ISBN 91-22-01410-1.